# Juan Bautista Comes
Juan Bautista Comes (Valencia, 1582 – Valencia, 5 gennaio 1643) è stato un compositore spagnolo.
Fu maestro di cappella e uno dei principali compositori del barocco spagnolo, giungendo a esercitare la sua attività in differenti centri. La sua opera polifonica, in gran parte del repertorio sacro, introduce importanti innovazioni stilistiche.

## Biografia
Il primo compositore che menzioni Comes fu J. B. Guzmán, maestro di cappella della cattedrale di Valencia e monaco di Montserrat. Nel 1888, avvalendosi della collaborazione di Barbieri, ottiene la pubblicazione a carico dello stato di trecento esemplari di due volumi di partiture di Comes.
Juan Bautista de Comes si formò alla cattedrale di Valencia, in cui fece ingresso come infantillo nel 1594, dove ebbe come maestri Ginés Pérez, Narciso Leysa e Ambrosio Cortes. Fu nominato il 13 agosto 1605, maestro della cattedrale di Lérida. Lasciò questo incarico nel 1608, e ottenne inizialmente un posto di aiutante o vicario del maestro di cappella della chiesa del Corpus Domini. Tempo addietro, Comes, aveva composto a Valencia le Litanie al Santissimo, per la chiesa del Patriarca, e la Passione secondo San Matteo, per la cattedrale.
Il 1º gennaio 1618 Comes arrivò a Madrid come secondo maestro della corte degli Asburgo. Una volta stabilitosi nel suo incarico di corte, dovette padroneggiare il repertorio della musica spagnola e quello della musica fiamminga.
Non abbandonò mai i contatti con la sua città natale, infatti inviò numerose composizioni ai superiori della chiesa del Patriarca, salmi e mottetti. Superando una serie di difficoltà, il 28 giugno 1628 Comes divenne maestro di cappella di questa stessa chiesa, sebbene non per molto tempo. Nel 1632, tornò definitivamente a Valencia.

## Opera
Comes segna un punto di svolta nella storia della musica valenciana. Introdusse a Valencia il genere multicorale, e fu uno dei primi compositori spagnoli a scrivere per un gran numero di voci, con una variatissima collocazione, perfettamente indicata nelle sue opere, dei diversi cori. Sebbene Comes coltivasse tutte le forme della polifonia classica, dimostrò un acceso interesse per il genere policorale. In queste opere dimostra un completo dominio del contrappunto imitativo, usando con abbondanza l'imitazione canonica. In lui confluiscono la grandiosità del genere policorale e l'espressività del misticismo spagnolo del XVI secolo.

### Opere per la chiesa del Patriarca
Le Litanie al Santissimo sono le preghiera per eccellenza nella nuova chiesa del Patriarca, caratterizzata da un'esuberante religiosità, e in cui Comes presenta le innovazioni che lo distingueranno successivamente. Fu composta servendosi, soprattutto, del movimento omofono delle voci poiché, inizialmente, le si doveva cantare con due cori posti uno presso l'altare maggiore e l'altro sulla tribuna dell'organo. Scrisse per la stessa chiesa anche un Miserere.
Comes rimase in servizio presso questa chiesa anche dopo la morte del suo fondatore Juan de Ribera. Per onorarne la memoria, scrisse il mottetto Si morte preocupatus fuerit, “Ad mortem Reverensissimi Archiepiscopi Valentini et Patriarchae Antioquiae D. Joannis a Ribera”, per sei voci. Un'altra opera composta da Comes, in questa prima fase alla chiesa del Patriarca, sono le Danze al Santissimo, per sostituire una composizione analoga di Miguel Tarín. Queste danze sono state ricreate a partire dal 2005 dal ricercatore Rodrigo Madrid Gómez.

### Villancicos
Comes è l'ideatore di un nuovo stile di villancico con caratteristiche specifiche. A differenza del villancico classico spagnolo di due parti, Comes lo trasforma in una composizione di tre tempi. Una parte introduttiva o tonada a solo o a poche voci, accompagnata da musica strumentale, il cui tema musicale e il cui testo son sviluppati nella seguente parte policorale, fra 5 e 12 voci, che normalmente non ha accompagnamento; questo secondo tempo solitamente si divide in due parti chiaramente riconoscibili, perché separate da un silenzio per tutte le voci. Alcune tonadas sono in forma di dialogo fra due voci, forma che sarà ampiamente utilizzata in seguito. I villancicos di Comes, in anticipo rispetto agli altri compositori spagnoli presentano un marcato carattere religioso.
Le sue opere profane prendono il nome di tonos, endechas e folías.
I testi dei suoi villancicos, di cui nessuno è scritto in valenciano, sono poetici e mantengono il decoro religioso. I temi musicali non derivano dal canto gregoriano, ma dal repertorio religioso popolare, benché non introduca temi popolari tout court come faranno i compositori del XVIII secolo.
Un'altra caratteristica di innovazione è l'accompagnamento strumentale.
Delle sue opere, la maggior parte si conserva nell'archivio della cattedrale di Valencia, mentre altre sono conservate in numerosi altri archivi spagnoli.

## Discografia
- O Pretiosum. Music for the Blessed Sacrament Coro de Cámara Amystis Sociedad Musicológica, José Duce Chenoll, Brilliant Classics. 2016
- Missa de Batalla. Victoria Musicae Josep R. Gil-Tàrrega: La Mà de Guido 2006
- In nativitate Domini. Victoria Musicae Josep R. Gil-Tàrrega: La Mà de Guido 2005
- Danzas del Corpus Christi. Juan Bautista Comes (ca. 1582-1643) Capella Saetabis. Rodrigo Madrid: SEdeM CD 17. 2006
- In festis Corporis Christi. Victoria Musicae Josep R. Gil-Tàrrega: La Mà de Guido 2010
- Villancico al Santísimo: A la sombra estáis (6:30) on A batallar estrellas. Banzo. Harmonia Mundi.
- Para regalo y bien mío. Retrobem la nostra música, CD n.º 21
- Que el Rey del cielo este al hielo. Retrobem la nostra música, CD n.º 21
- Magnificat 8º tono, a 4 v mixtes, Dialogado con el gregoriano. Retrobem la nostra música, CD n.º 21